# Stanisław Kielak

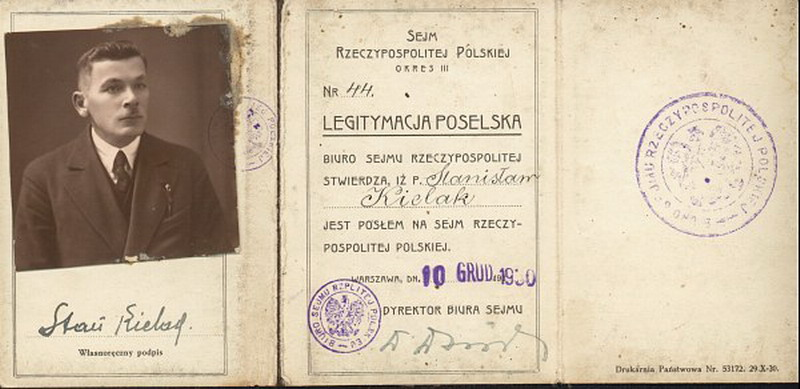
Legitymacja poselska Stanisława Kielaka

Stanisław Kielak (ur. 25 listopada 1885 w Jasienicy, zm. 30 listopada 1940 w niemieckim nazistowskim obozie koncentracyjnym Auschwiz I) – polski polityk doby międzywojennej, poseł na Sejm Ustawodawczy oraz II i IV kadencji w II RP, wicemarszałek Sejmu IV kadencji.

## Życiorys
Z zawodu rolnik, szkołę początkową ukończył w Postoliskach. Mieszkał z rodziną w pobliskiej wsi Chrzęsne. Od 1905 związany był z ruchem niepodległościowym. W latach 1914–1918 członek POW i PSL w powiecie radzymińskim, angażował się w działalność niepodległościową.
W okresie 1919–1922 poseł na Sejm z listy PSL „Piast”, od 1928 posłował z poparcia BBWR i OZN.
Dnia 3 października 1935 roku odznaczony Krzyżem Komandorskim Orderu Odrodzenia Polski.
15 grudnia 1936 na 31 posiedzeniu, liczbą 122 na 180 głosujących, został wybrany wicemarszałkiem Sejmu. Funkcję tę pełnił z ramienia OZN do końca kadencji w 1938.
W lipcu 1940 aresztowany przez Niemców, uwięziony na Pawiaku, a w sierpniu 1940 wywieziony do niemieckiego nazistowskiego obozu koncentracyjnego Auschwitz I (numer obozowy 1727), przeznaczonego głównie do przetrzymywania polskich inteligentów i urzędników państwowych oraz innych Polaków walczących z okupantem. Zginął tam w tym samym roku.
Symboliczny grób Stanisława Kielaka znajduje się na cmentarzu parafialnym w Postoliskach.